# Newcastle United Jets FC
Newcastle United Jets Football Club powszechnie znany jako Newcastle Jets (założony jako Newcastle United FC) – australijski, profesjonalny klub piłkarski z siedzibą w Newcastle (Nowa Południowa Walia), założony w 2000 roku. Zespół występuje w rozgrywkach A-League; mistrz Australii z 2008 roku. W latach 2000–2004 klub występował w rozgrywkach National Soccer League.

## Historia

### National Soccer League
Klub Newcastle United FC został założony w sierpniu 2000 roku przez biznesmena Cona Constantine. Con Constantine wykupił licencje rozwiązanego zespołu Newcastle Breakers FC od Davida Halla oraz przeniósł siedzibę klubu bliżej centrum Newcastle. Klub od sezonu 2000/2001 dołączył do rozgrywek National Soccer League (NSL). Pierwszym trenerem w historii klubu został Australijczyk Lee Sterrey. Newcastle United zainaugurowało rozgrywki w NSL w dniu 14 października 2000 roku w wyjazdowym spotkaniu przeciwko Eastern Pride. Spotkanie zakończyło się remisem 1:1. W sezonie 2000/2001 klub Newcastle United zakończył sezon zasadniczy na 14. miejscu z dorobkiem 30 punktów i nie awansował do serii finałowej rozgrywek.
W latach 2001–2004 trenerem klubu był Anglik Ian Crook. W sezonach 2001/2002 oraz 2002/2003 klub uplasował się odpowiednio na 2. i 4. miejscu w sezonie zasadniczym i uzyskał awans do serii finałowej rozgrywek NSL. W sezonie 2001/2002 klub zakończył zmagania na etapie półfinału. W półfinale Newcastle United uległo drużynie Sydney Olympic Sharks w stosunku 0:1. Natomiast w sezonie 2002/2003 klub zakończył zmagania na ostatnim 6. miejscu w grupie mistrzowskiej. W dziewięciu rozegranych spotkaniach Newcastle United zdobył 7 punktów i nie wywalczył awansu do Grand Final.
Sezon 2003/2004 był ostatnim w którym funkcjonowała liga National Soccer League. W 2003 roku został opublikowany Report of the Independent Soccer Review Committee, który stwierdzał niegospodarność rozgrywek, a jednocześnie wytyczył podstawy dla funkcjonowania nowych rozgrywek – A-League. Klub Newcastle United zakończył zmagania w sezonie zasadniczym na 11. miejscu z dorobkiem 24 punktów i nie awansował do serii finałowej rozgrywek NSL. W ostatnim meczu w NSL klub Newcastle United uległ zespołowi Wollongong Wolves FC w stosunku 0:3.

### A-League

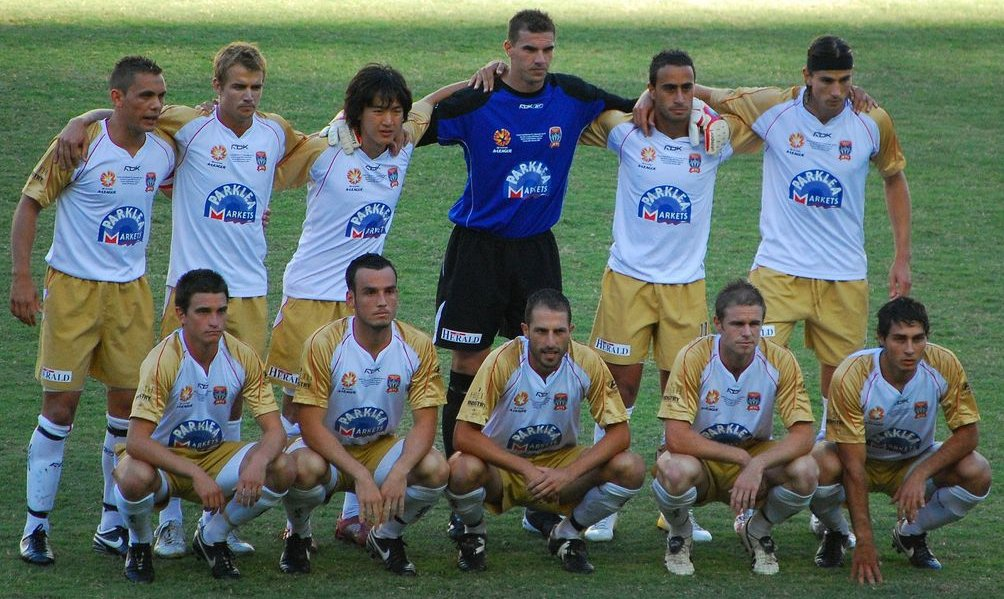
Skład wyjściowy Newcastle Jets w meczu finałowym przeciwko Central Coast Mariners (24 lutego 2008)

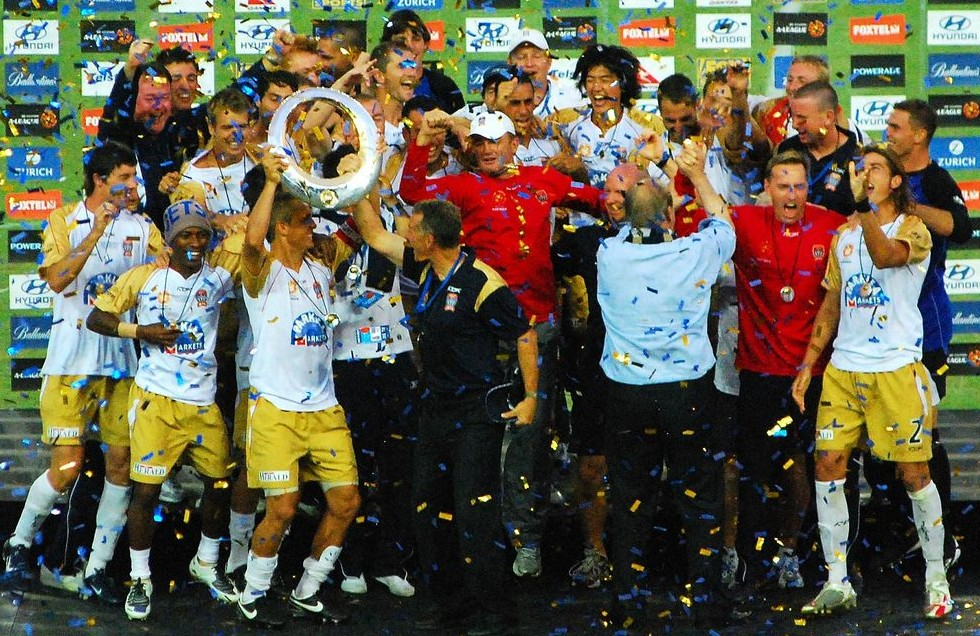
Piłkarze Newcastle Jets podczas dekoracji mistrzowskiej w sezonie 2007/2008

W wyniku reorganizacji rozgrywek piłkarskich w Australii w czerwcu 2004 roku do Football Federation Australia (FFA) wpłynęło 20 wniosków o przyznanie licencji na grę w A-League. Wniosek klubu Newcastle United został złożony przez Cona Constantine. Przez okres czterech kolejnych miesięcy każda z otrzymanych ofert była analizowana. Ostatecznie, 1 listopada 2004 roku, pozytywnie rozpatrzono osiem ofert, spośród których została zaakceptowana oferta klubu Newcastle United. Po ogłoszeniu decyzji przez FFA, klub poinformował o zmianie nazwy klubu z Newcastle United FC na Newcastle United Jets FC. Człon Jets (pol. Odrzutowce) nawiązuje do pobliskiej bazy australijskich sił powietrznych – RAAF Base Williamtown (położona około 25 km na północ od stadionu Newcastle International Sports Centre). Dodatkowo został zmieniony herb klubowy, na którym umieszczono trzy odrzutowce F/A-18 Hornet.
Newcastle Jets zainaugurowało rozgrywki w A-League w dniu 26 sierpnia 2005 roku w domowym spotkaniu przeciwko Adelaide United FC. Spotkanie zakończyło się porażką gospodarzy w stosunku 0:1. W sezonie 2005/2006 klub Newcastle Jets zakończył sezon zasadniczy na 4. miejscu z dorobkiem 31 punktów i awansował do serii finałowej rozgrywek. Klub w serii finałowej zakończył zmagania na etapie ćwierćfinału, w którym w dwumeczu uległ drużynie Central Coast Mariners FC (wynik w dwumeczu 1:2).
W trakcie sezonu 2006/2007 stanowisko trenera zostało objęte przez Australijczyka Gary’ego van Egmonda, który poprowadził klub do 3. miejsca w sezonie zasadniczym oraz do półfinału serii finałowej. W serii finałowej Newcastle Jets przegrało po konkursie rzutów karnych z drużyną Adelaide United (w meczu 1:1, w rzutach karnych 3:4). W następnym sezonie 2007/2008 klub wywalczył 2. miejsce w sezonie zasadniczym z dorobkiem 34 punktów. Natomiast w finale rozgrywek (tzw. Grand Final) Newcastle Jets pokonało zespół Central Coast Mariners w stosunku 1:0 i zdobyło pierwszy tytuł mistrzowski w swojej historii. Gary van Egmond prowadził Newcastle Jets do końca sezonu 2008/2009, w którym to klub zajął ostatnie 8. miejsce w sezonie zasadniczym zdobywając 18 punktów.
W sezonie 2009/2010 pod wodzą trenera Branko Čuliny klub zajął 6. miejsce w sezonie zasadniczym i awansował do serii finałowej rozgrywek. Serię finałową rozgrywek Newcastle Jets zakończyło na etapie ćwierćfinału. W ćwierćfinale Newcastle Jets uległo, po dogrywce, drużynie Wellington Phoenix FC (wynik meczu 1:3). Od sezonu 2010/2011 do sezonu 2016/2017 Newcastle Jest ani razu nie zakończyli sezonu zasadniczego na miejscu premiowanym awansem do serii finałowej rozgrywek. Klub w tym okresie dwukrotnie kończył sezon zasadniczy na ostatnim 10. miejscu w sezonach 2014/2015 i 2016/2017 zdobywając odpowiednio 17 i 22 punkty na koniec sezonu zasadniczego.
9 maja 2017 roku stanowisko trenera zostało objęte przez Australijczyka Ernie Merricka. W sezonie 2017/2018 Newcastle Jests zakończyło rozgrywki sezonu zasadniczego na 2. miejscu z 50 punktami i po 8 latach przerwy awansowało do serii finałowej rozgrywek A-League. W serii finałowej Newcastle Jets dotarło do finału rozgrywek. W finale rozgrywanym na własnym stadionie (Newcastle International Sports Centre) gospodarze ulegli drużynie Melbourne Victory FC w stosunku 0:1. Natomiast w sezonie zasadniczym 2018/2019 Newcastle Jets zakończyło zmagania na 7. miejscu i nie awansowało do serii finałowej rozgrywek.

### Azjatycka Liga Mistrzów
Newcastle United Jets w dotychczasowej historii dwukrotnie wystąpił w rozgrywkach Azjatyckiej Ligi Mistrzów (ACL) w 2009 i 2019 roku. Debiut w tych rozgrywkach nastąpił 10 marca 2009 roku w wyjazdowym spotkaniu przeciwko chińskiemu klubowi Beijing Guo’an. Spotkanie zakończyło się porażką gości w stosunku 2:0. W fazie grupowej Newcastle Jets ostatecznie wygrało trzy mecze, dwukrotnie pokonując południowokoreańską drużynę Ulsan Hyundai FC (I. mecz: 2:0; II. mecz: 1:0) oraz w rewanżu Beijing Guo’an (2:1). Fazę grupową klub zakończył na 2. miejscu z 10 punktami, co premiowało klub do dalszej gry w rozgrywkach. W 1/8 finału rozgrywek Newcastle Jets uległo południowokoreańskiej drużynie Pohang Steelers w stosunku 0:6 i zakończyło swój udział w rozgrywkach.
W sezonie 2019 Newcastle Jets zakończyło zmagania na fazie kwalifikacyjnej. W rundzie play-off Newcastle Jets uległo japońskiej drużynie Kashima Antlers w stosunku 1:4.

### Newcastle United Jets FC w poszczególnych sezonach
| Sezon                  | Miejsce | M  | Z  | R  | P  | B     | Pkt | Seria finałowa        | Pre-Season Challenge Cup, FFA Cup | Azjatycka Liga Mistrzów             |
| ---------------------- | ------- | -- | -- | -- | -- | ----- | --- | --------------------- | --------------------------------- | ----------------------------------- |
| National Soccer League |         |    |    |    |    |       |     |                       |                                   |                                     |
| 2000/2001              | 14      | 30 | 7  | 9  | 14 | 37–56 | 30  | brak awansu           | –                                 | –                                   |
| 2001/2002              | 2       | 24 | 10 | 12 | 2  | 33–21 | 42  | półfinał              | –                                 | –                                   |
| 2002/2003              | 4       | 24 | 10 | 7  | 7  | 37–25 | 37  | 6. miejsce            | –                                 | –                                   |
| 2003/2004              | 11      | 24 | 6  | 6  | 12 | 18–33 | 24  | brak awansu           | –                                 | –                                   |
| A-League               |         |    |    |    |    |       |     |                       |                                   |                                     |
| 2005/2006              | 4       | 21 | 9  | 4  | 8  | 27–29 | 31  | ćwierćfinał           | faza grupowa                      | –                                   |
| 2006/2007              | 3       | 21 | 8  | 6  | 7  | 32–30 | 30  | półfinał              | 4. miejsce                        | –                                   |
| 2007/2008              | 2       | 21 | 9  | 7  | 5  | 25–21 | 34  | mistrzostwo           | 5. miejsce                        | –                                   |
| 2008/2009              | 8       | 21 | 4  | 6  | 11 | 21–39 | 18  | brak awansu           | faza grupowa                      | 1/8 finału                          |
| 2009/2010              | 6       | 27 | 10 | 4  | 13 | 33–45 | 34  | ćwierćfinał           | –                                 | –                                   |
| 2010/2011              | 7       | 30 | 9  | 8  | 13 | 29–33 | 35  | brak awansu           | –                                 | –                                   |
| 2011/2012              | 7       | 27 | 10 | 5  | 12 | 38–41 | 35  | brak awansu           | –                                 | –                                   |
| 2012/2013              | 8       | 27 | 8  | 7  | 12 | 30–45 | 31  | brak awansu           | –                                 | –                                   |
| 2013/2014              | 7       | 27 | 10 | 6  | 11 | 34–34 | 36  | brak awansu           | –                                 | –                                   |
| 2014/2015              | 10      | 27 | 3  | 8  | 16 | 23–55 | 17  | brak awansu           | 1/16 finału                       | –                                   |
| 2015/2016              | 8       | 27 | 8  | 6  | 13 | 28–41 | 30  | brak awansu           | 1/16 finału                       | –                                   |
| 2016/2017              | 10      | 27 | 5  | 7  | 15 | 28–53 | 22  | brak awansu           | 1/16 finału                       | –                                   |
| 2017/2018              | 2       | 27 | 15 | 5  | 7  | 57–37 | 50  | finalista Grand Final | 1/16 finału                       | –                                   |
| 2018/2019              | 7       | 27 | 10 | 5  | 12 | 40–36 | 35  | brak awansu           | 1/8 finału                        | faza kwalifikacyjna: runda play-off |
| 2019/2020              |         |    |    |    |    |       |     |                       | ćwierćfinał                       | –                                   |

Źródła: www.ozfootball.net i www.ultimatealeague.com.
Legenda:

    mistrzostwo ligi, 1. miejsce w sezonie zasadniczym lub zwycięstwo w innych rozgrywkach;

    2. miejsce w sezonie zasadniczym lub finał rozgrywek;

    3. miejsce w sezonie zasadniczym lub 3. miejsce w innych rozgrywkach.

## Rezerwy i sekcja kobieca

### Rezerwy
Sekcja młodzieżowa klubu Newcastle United Jets FC została założona w 2008 roku, gdy po raz pierwszy zorganizowano rozgrywki juniorskiej ligi A-League National Youth League (od sezonu 2018/2019 funkcjonują pod nazwą Y-League). Najlepsze rezultaty zespół młodzieżowy osiągał w sezonach 2013/2014 i 2015/2016 zajmując odpowiednio 2. miejsce w lidze oraz 2. miejsce w Konferencji B. Dodatkowo rezerwy klubu od 2014 roku przystąpiły do stanowych rozgrywek National Premier Leagues Northern NSW. W inauguracyjnym sezonie (2014) rezerwy Newcastle Jets zwyciężyły w sezonie zasadniczym i dotarły do półfinału serii finałowej rozgrywek.

### Sekcja kobieca
Sekcja kobieca klubu Newcastle United Jets FC została założona w 2008 roku i przystąpiła do rozgrywek W-League od sezonu 2008/2009. Inauguracyjne spotkanie odbyło się 26 października 2008 roku w meczu domowym przeciwko zespołowi Canberra United FC. Spotkanie zakończyło się zwycięstwem drużyny Newcastle Jets w stosunku 2:1. Sekcja kobieca klubu dwukrotnie kończyła sezon zasadniczy (2008/2009 i 2017/2018) na miejscu premiowanym awansem do serii finałowej. Były to odpowiednio 2. i 3. miejsce w sezonie zasadniczym. W serii finałowej klub Newcastle Jets za każdym razem odpadał na etapie półfinału rozgrywek.

## Sukcesy

### Seniorzy
- Mistrz Australii (1): 2008;
- Finalista Grand Final (1): 2018[59].

### Rezerwy
- Zwycięzca sezonu zasadniczego National Premier Leagues Northern NSW (1): 2014.

## Trenerzy

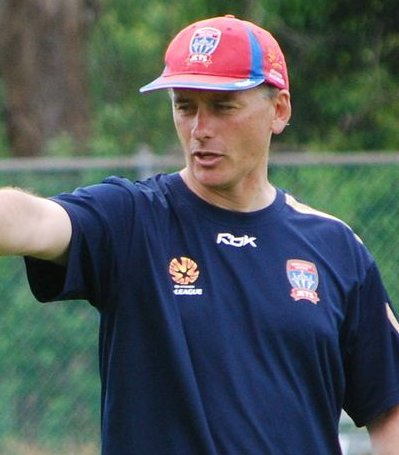
Gary van Egmond, trener Newcastle United Jets w latach 2006–2009 oraz 2011–2014

| Lp. | Trenerzy              | Lata                                       |
| --- | --------------------- | ------------------------------------------ |
| 1   | Lee Sterrey           | 1 lipca 2000 – 30 czerwca 2001             |
| 2   | Ian Crook             | 1 lipca 2001 – 30 czerwca 2004             |
| 3   | Richard Money         | 1 lipca 2005 – 30 kwietnia 2006            |
| 4   | Nick Theodorakopoulos | 1 lipca 2006 – 9 października 2006         |
| 5   | Gary van Egmond       | 10 października 2006 – 28 czerwca 2009     |
| 6   | Branko Čulina         | 30 czerwca 2009 – 3 października 2011      |
| 7   | Craig Deans           | 4 października 2011 – 19 października 2011 |
| 8   | Gary van Egmond       | 20 października 2011 – 19 stycznia 2014    |
| 9   | Clayton Zane          | 20 stycznia 2014 – 4 maja 2014             |
| 10  | Phil Stubbins         | 5 maja 2014 – 25 maja 2015                 |
| 11  | Samuel Procter        | 26 maja 2015 – 30 czerwca 2015             |
| 12  | Scott Miller          | 1 lipca 2015 – 7 września 2016             |
| 13  | Mark Jones            | 23 września 2016 – 8 maja 2017             |
| 14  | Ernie Merrick         | 9 maja 2017 –                              |

## Stadion

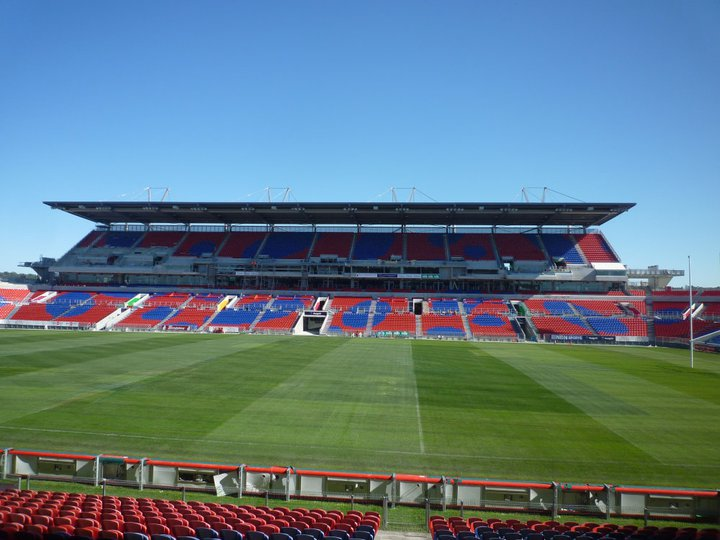
Newcastle International Sports Centre

Newcastle United Jets od czasu przystąpienia do rozgrywek National Soccer League oraz A-League rozgrywa domowe spotkania na obiekcie Newcastle International Sports Centre o pojemności 30 000 widzów. Stadion został oddany do użytku w 1970 roku. Położony jest przy ulicy Turton Road w dzielnicy Broadmeadow (City of Newcastle). Transport publiczny w okolicy stadionu obsługiwany jest przez komunikację autobusową oraz kolejową (stacja Broadmeadow). Ponadto w pobliżu stadionu zlokalizowany jest parking samochodowy dla kibiców.
Newcastle Jets sporadycznie swoje mecze domowe w A-League rozgrywał również na innych obiektach sportowych w Nowej Południowej Walii. Dotychczas w roli gospodarza wystąpił na dwóch innych stadionach:
- Coffs Harbour International Stadium w Coffs Harbour,
- Port Macquarie Regional Stadium w Port Macquarie.

## Kibice i rywalizacje

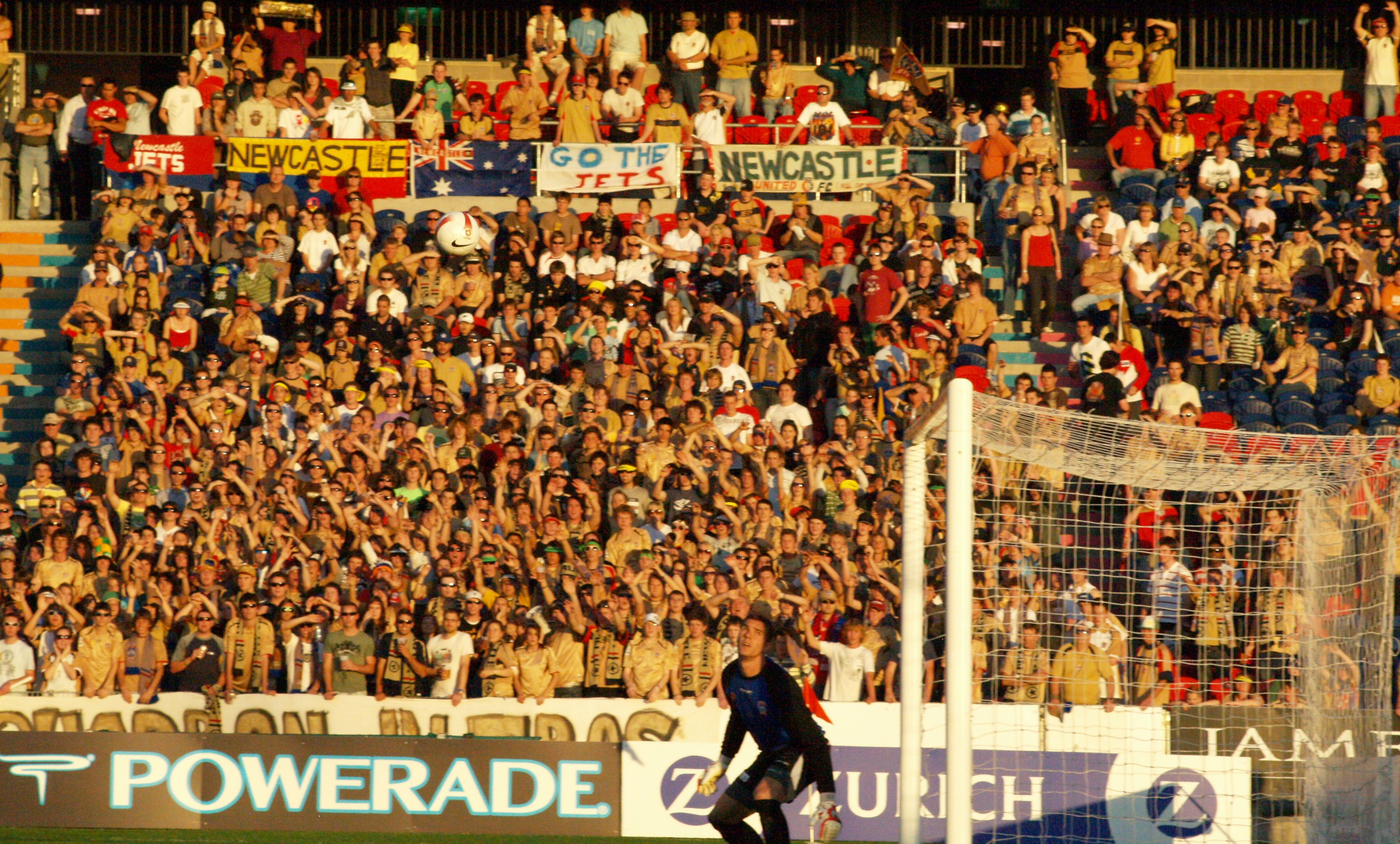
Kibice Newcastle Jets z grupy Squadron Novocastria

Kibice prowadzący doping na meczach Newcastle Jets skupieni są wokół grupy Squadron Novocastria, która funkcjonuje od 2005 roku z przerwami. Człon nazwy grupy Novocastria oznacza przynależność kibiców do regionu Hunter. Kibice zrzeszeni wokół grupy Squadron Novocastria prowadzą własną stronę internetową pod adresem internetowym newcastlefootball.net. W 2012 roku kibice na oficjalny hymn klubowy wybrali utwór Never Tear Us Apart rockowego zespołu INXS. Dodatkowo na początku 2017 roku powstała nowa nieoficjalna grupa kibiców zaangażowanych w doping na meczach Newcastle Jets pod nazwą The Newcastle City Legionaries.

### The F3 Derby
The F3 Derby określenie spotkań rozgrywanych pomiędzy Newcastle United Jets i Central Coast Mariners FC. Rywalizacja obu zespołów wynika z ich bliskiego położenia geograficznego, między miastami Newcastle i Gosford odległość wynosi około 70 km (w linii prostej). Pierwsze spotkanie zostało rozegrane 7 maja 2005 roku w ramach kwalifikacji do rozgrywek Oceania Club Championship. Spotkanie zakończyło się wynikiem 0:0, a w rzutach karnych drużyna Newcastle Jets przegrała 2:4. W 2008 roku obie drużyny spotkały się w finale rozgrywek krajowych. W finale drużyna Newcastle Jets wygrała z zespołem Central Coast Mariners, zdobywając tytuł mistrza kraju.

#### Bilans pojedynków Central Coast Mariners – Newcastle United Jets
| Rozgrywki                                 | M  | Z  | R  | P  | B+ | B– | +/− |
| ----------------------------------------- | -- | -- | -- | -- | -- | -- | --- |
| A-League                                  | 47 | 16 | 16 | 15 | 57 | 57 | 0   |
| Pre-Season Challenge Cup                  | 1  | 0  | 0  | 1  | 1  | 2  | -1  |
| Kwalifikacje Klubowych Mistrzostw Oceanii | 1  | 0  | 1  | 0  | 0  | 0  | 0   |
| Ogółem                                    | 49 | 16 | 17 | 16 | 58 | 59 | -1  |

Stan na 27 kwietnia 2019 roku.

## Rekordy
Poniżej zaprezentowano rekordy klubu od 2005 roku. Dla rozgrywek NSL podano wyłącznie najwyższą wygraną i porażkę Newcastle Jets. Stan na 27 kwietnia 2019 roku.
Najwyższa wygrana:
- Central Coast Mariners FC 2:8 Newcastle United Jets FC (14 kwietnia 2018);
- Newcastle United FC 5:0 Northern Spirit FC (4 października 2002, NSL[72]).

Najwyższa porażka:
- Adelaide United FC 7:0 Newcastle United Jets FC (24 stycznia 2015);
- Wollongong Wolves FC 9:4 Necastle United FC (16 marca 2001, NSL[73]).

Najwięcej zwycięstw z rzędu:
- 4 spotkania (od 4 stycznia do 27 stycznia 2008 i od 29 listopada do 20 grudnia 2009).

Najwięcej porażek z rzędu:
- 7 spotkań (od 5 marca do 9 sierpnia 2017).

Najdłuższa seria bez przegranego meczu:
- 7 spotkań (od 14 października do 25 listopada 2005; od 4 sierpnia do 21 września 2007 i od 13 listopada do 15 grudnia 2010).

Najdłuższa seria bez wygranego meczu:
- 17 spotkań (od 26 stycznia do 8 października 2006).